# 北關大捷
北關大捷是1592年至1593年壬辰倭亂時期中朝鮮咸鏡道鄭文孚率義兵抗擊日本侵略軍、叛亂的順倭鞠景仁軍隊以及北方女真族入侵軍隊的戰鬥。
1592年壬辰倭亂中，朝鮮首都漢陽陷落之後，加藤清正率領第二軍團25000人攻打咸鏡道。朝鮮宣祖對此束手無策，派臨海君和順和君前往咸鏡道的穩城郡徵兵抗敵。而此時，北方的女真族也趁機南下入侵朝鮮。順倭（為日本效力的朝鲜人）鄭末守、鞠景仁、鞫世弼舉兵叛亂，俘虜了二王子，在會寧交付加藤清正。
隨後，咸鏡道人鄭文孚糾集義兵反抗日軍的入侵。他們以鏡城郡、吉州郡為據點，抗擊日本加藤清正軍隊、叛亂的順倭鞠景仁軍隊以及北方女真族入侵軍隊。最終成功擊斃順倭鄭末守、鞠景仁、鞫世弼，從日軍手裡奪回咸鏡道。
事後，朝鮮王朝在咸鏡道豎立北關大捷碑以表彰義兵的事蹟。